# Селишка
Селишка — река в России, протекает по Пензенской области. Устье реки находится в 19 км по правому берегу реки Вьяс. Длина реки составляет 10 км.
В бассейне Селишки два крупных водохранилища и одно малое. По правому берегу принимает водоток из оврага Прорва. Соседствует с балкой Сухая Селишка.
На берегах расположены два села — Александрия и Напольный Вьяс общим населением около 400 человек.

## Данные водного реестра
По данным государственного водного реестра России относится к Верхневолжскому бассейновому округу, водохозяйственный участок реки — Сура от Сурского гидроузла и до устья реки Алатырь, речной подбассейн реки — Сура. Речной бассейн реки — (Верхняя) Волга до Куйбышевского водохранилища (без бассейна Оки).
Код объекта в государственном водном реестре — 08010500312110000036418.